# Палац культури «Росава»
Палац культури «Росава» — одна з найбільших концертних зал Білої Церкви, основне місце проведення концертів та політичних заходів у місті.

## Історія
Палац був споруджений на місці ротецького кладовища за типовим проєктом 2С-06-6 у 1965 —1970 роках на місці колишнього ринку на вул. Леваневського, 53.

## Основна концертна зала
Зала для глядачів створена у вигляді амфітеатру з одним ярусом балкону. Розрахована на 991 місце.

## Використання палацу
На сцені концертного комплексу палацу виступали такі всесвітньо відомі виконаці: Океан Ельзи, Ані Лорак, Тіна Кароль, Ірина Білик, Таїсія Повалій, Наталія Бучинська, Тамара Гвердцителі, Ніно Катамадзе та інші.

## Керівники палацу
До 2006  р. — генеральний директор Світлана Анатоліївна Бондаровець.

## Розташування
Палац культури «Росава» розташований на масиві Незалежності міста  Білої Церкви на Просп. Незалежності, 53.